# Amt Chemnitz
Das Amt Chemnitz war eine im Erzgebirgischen Kreis gelegene territoriale Verwaltungseinheit des Kurfürstentums Sachsen.
Bis zum Ende der sächsischen Ämterverfassung im Jahr 1856 bildete es den räumlichen Bezugspunkt für die Einforderung landesherrlicher Abgaben und Frondienste, für Polizei, Rechtsprechung und Heeresfolge. 

## Geographische Ausdehnung
Das Gebiet des Amts Chemnitz umfasste zum größten Teil das Gebiet der heutigen Stadt Chemnitz, bis auf einige Stadtteile im Süden und Osten. Zum Amt gehörten weiterhin einige Orte südwestlich und westlich von Chemnitz, welche heute im Erzgebirgskreis und im Landkreis Zwickau liegen. Die Exklaven Köthensdorf und Niedersteinbach im Norden bzw. Nordwesten liegen heute im Landkreis Mittelsachsen. Das Amt wurde von den Unterläufen der Zwönitz und der Würschnitz durchflossen, die sich im Amtsort Altchemnitz zur Chemnitz vereinigen.

## Angrenzende Verwaltungseinheiten
| Amt Borna (Exklave der Herrschaft Wolkenburg), Amt Rochlitz (Exklave)                                                                           | Schönburgische Landesherrschaften Penig und Wechselburg, Amt Zwickau (Exklave) | Amt Lichtenwalde |
| Schönburgische Standesherrschaften Waldenburg, Glauchau und Lichtenstein, Herzogtum Sachsen-Altenburg (Exklave Rußdorf des Kreisamts Altenburg) | Kompassrose, die auf Nachbargemeinden zeigt                                    | Amt Augustusburg |
| Amt Grünhain (Exklave) | Amt Stollberg                                                                  | Amt Wolkenstein  |

## Geschichte
Das Gebiet des Amts Chemnitz war ursprünglich der im 12. bis zum 14. Jahrhundert ausgebildete Besitz des 1136 gegründeten Chemnitzer Benediktinerklosters St. Marien. Um 1170 wurde in der Nähe dieses Klosters durch Kaiser Friedrich I. (Barbarossa) eine stadtähnliche Siedlung mit Namen Chemnitz in der Aue des Chemnitzflusses gegründet. Diese war bis 1308 freie Reichsstadt. 
Zu den zinspflichtigen Klosterdörfern zählten um 1200 Kappel, Klaffenbach, Adorf, Neukirchen, Altendorf, Altchemnitz, Gablenz und Stelzendorf. Hilbersdorf wurde 1288 von den Herren von Schönburg an das Kloster verkauft. Kleinolbersdorf wurde 1322 von den Herren von Schellenberg an das Kloster Chemnitz verkauft. 1338 wurde das Kloster mit den fünf Dörfern der Herrschaft Blankenau nördlich von Chemnitz belehnt. Helbersdorf, Schönau und Rottluff kamen 1375 in klösterlichen Besitz. Im gleichen Jahr wurde die Herrschaft Rabenstein westlich von Chemnitz mit ihren elf Dörfern käuflich von den Herren von Waldenburg erworben. Die Herren von Waldenburg erhielten im Tausch das zum Chemnitzer Kloster gehörende Rittergut Großhartmannsdorf im Mittleren Erzgebirge, welches als Exklave an das waldenburgische Amt Wolkenstein kam. Weiterhin gehörte das Gebiet des Ritterguts Limbach zum Amtsgebiet. Zu den größeren Auseinandersetzungen des Klosters gehörte die Rabensteiner Fehde von 1386 unter Abt Albrecht von Leisnig (1390 nur flüchtig beigelegt) und der Grundstücksverkauf (Borssendorf, Streitdorf, Teile von Bernsdorf, Gablenz und Kappel) an die Stadt Chemnitz im Jahr 1402.
Seit der Leipziger Teilung 1485 gehörte das Gebiet zur albertinischen Linie der Wettiner. Der Auflösungsprozess des Klosters begann unter Abt Hilarius von Rehburg, er konnte die Abwanderung der Mönche vom Kloster nicht aufhalten. Ihm stand ab 1524 eine breite bürgerliche Oppositionsbewegung entgegen, worauf seit 1539 die Mönche nur noch „still geduldet“ waren. 1541 verließen noch mehr Mönche das Kloster und Hilarius gab 1546 die Pacht über das Kloster auf. Nach der Auflösung des Benediktinerklosters erfolgte seit 1548 der Umbau der Klosteranlagen in ein kurfürstliches Schloss.
Nach Einführung der Reformation und der damit resultierenden Säkularisation wurde aus dem Territorium des Chemnitzer Klosters im Jahr 1548 das Amt Chemnitz gebildet. Die im Norden angrenzende Herrschaft Blankenau und die im Westen angrenzende Herrschaft Rabenstein waren seitdem ebenfalls Teile dieses neuen Amts. 
Ab 1783 wurde das Amt Frankenberg-Sachsenburg unter Bewahrung einer weitestgehenden Eigenständigkeit mit dem Amt Chemnitz unter einem Justizamtmann vereinigt. Im Jahr 1832 kamen die drei Orte Einsiedel, Erfenschlag und Reichenhain aus dem südlich von Chemnitz gelegenen Amt Wolkenstein und die Orte Wittgensdorf (Exklave) vom Amt Zwickau, Murschnitz von der Herrschaft Penig und Fichtigsthal vom Amt Rochlitz zum Amtsgebiet dazu. Das als Exklave zur Herrschaft Penig gehörige Kändler (Rittergutsgemeinde) wurde im Jahr 1836 dem Amt Chemnitz unterstellt.
1874 wurden im Königreich Sachsen im Rahmen einer umfassenden Verwaltungsreform neue Kreishauptmannschaften und Amtshauptmannschaften eingerichtet. Aus den 1856 größtenteils aus dem Amt Chemnitz gebildeten Gerichtsamtsbezirken Chemnitz und Limbach sowie dem Gerichtsamtsbezirk Stollberg (aus dem ehemaligen Amt Stollberg entstanden) wurde die  Amtshauptmannschaft Chemnitz gebildet. Die Stadt Chemnitz wurde bezirksfrei und gehörte der neuen Amtshauptmannschaft nicht an.

## Zugehörige Orte

### Amt Chemnitz
Städte
- Chemnitz (Reichsstadt bis 1308)

Dörfer
| - Adorf - Altchemnitz (Anteil) - Altendorf (Anteil) - Altenhain - Bernsdorf - Bräunsdorf - Burkhardtsdorf - Dittmannsdorf - Gablenz - Harthau | - Helbersdorf - Hilbersdorf - Jahnsdorf - Kappel - Klaffenbach - Kleinolbersdorf - Köthensdorf (Exklave) - Leukersdorf (Amtsgemeinde) - Limbach - Markersdorf | - Mittelfrohna (Chemnitzer Anteil) - Neukirchen - Niederfrohna - Niederhermersdorf - Niedersteinbach (Rittergutsanteil des sächs. Anteils) (Exklave; bis 1835) - Oberfrohna - Oberhermersdorf - Röhrsdorf - Rottluff - Schönau - Stelzendorf |

Schlösser und Rittergüter
- Schloss Chemnitz (ehemaliges Kloster) mit dem Vorwerk und dem Ortsteil Schloßgasse
- Wasserschloss Klaffenbach
- Rittergut Limbach
- Rittergut Niederfrohna
- Rittergut Schönau

### Herrschaft Blankenau (1338 zum Kloster Chemnitz)
Dörfer
- Borna
- Draisdorf
- Furth
- Glösa
- Heinersdorf

Burgen
- Burg Blankenau

### Herrschaft Rabenstein (1375 zum Kloster Chemnitz)
Dörfer
| - Grüna - Mittelbach - Neustadt - Niederrabenstein - Oberrabenstein - Reichenbrand | - Löbenhain - Siegmar - Kändler (Amtsanteil) - Pleißa - Wüstenbrand |

Burgen und Rittergüter
- Burg Rabenstein
- Rittergut Niederrabenstein
- Rittergut Höckericht

### Orte, die Mitte des 19. Jahrhunderts dem Amt Chemnitz angegliedert wurden
- Dittersdorf (bis 1832 zum Amt Wolkenstein)
- Einsiedel (bis 1832 zum Amt Wolkenstein)
- Erfenschlag (bis 1832 zum Amt Wolkenstein)
- Fichtigsthal (bis 1832 Exklave des Amts Rochlitz)
- Kändler (Rittergutsanteil; bis 1836 Exklave der schönburgischen Herrschaft Penig)
- Mittelfrohna (Rochlitzer Anteil bis 1832 Exklave des Amts Rochlitz)
- Murschnitz (bis 1816 Exklave des Amts Zwickau, von 1816 bis 1832 zur schönburgischen Herrschaft Penig)
- Reichenhain (bis 1832 zum Amt Wolkenstein)
- Weißbach (bis 1832 zum Amt Wolkenstein)
- Wittgensdorf  (bis 1832 Exklave des Amts Zwickau)

## Amtsleute
- Wenzel Uswald († 1582), Amtsschösser von 1557 bis 1582